# Google Lighthouse
Google Lighthouseとは、ウェブページの品質を測定するためのオープンソースの自動化ツールである。認証が必要なページを含む、どのようなウェブページに対しても実行することができる。

## 概要
Google Lighthouseは、Googleが開発した、ウェブページのパフォーマンス、アクセシビリティ、検索エンジン最適化 (SEO) の要素を監査する、ウェブ開発者を支援することを目指しているツールである。Google PageSpeed Toolsとは違い、Google Lighthouseはより詳細な情報を提供する。また、プログレッシブウェブアプリケーションが標準およびベストプラクティスに準拠しているかテストする機能も含まれている。このツールは、Chromeブラウザの拡張機能を使用するか、ターミナル (コマンド) を使用することでURLのリストを一括監査することができる。Googleは、2015年5月15日以降、Page Speed Insightsのオンライン版を使用することを推奨している.。
Google Lighthouse (バージョン10 - 2023年5月) には、PWAが高速で信頼性が高く、インストール可能で、最新の第7世代および第8世代のモバイル技術に最適化されているかどうかを確認するための、PWAの評価指標が含まれている。

## 監査機能
Google Lighthouseは、デスクトップ版とモバイル版のウェブページを監査することができる。コマンドモード (Windowsのcmd) では、開発者はコマンドラインを使用して監査が必要な要素と他のオプションを選択することができる。

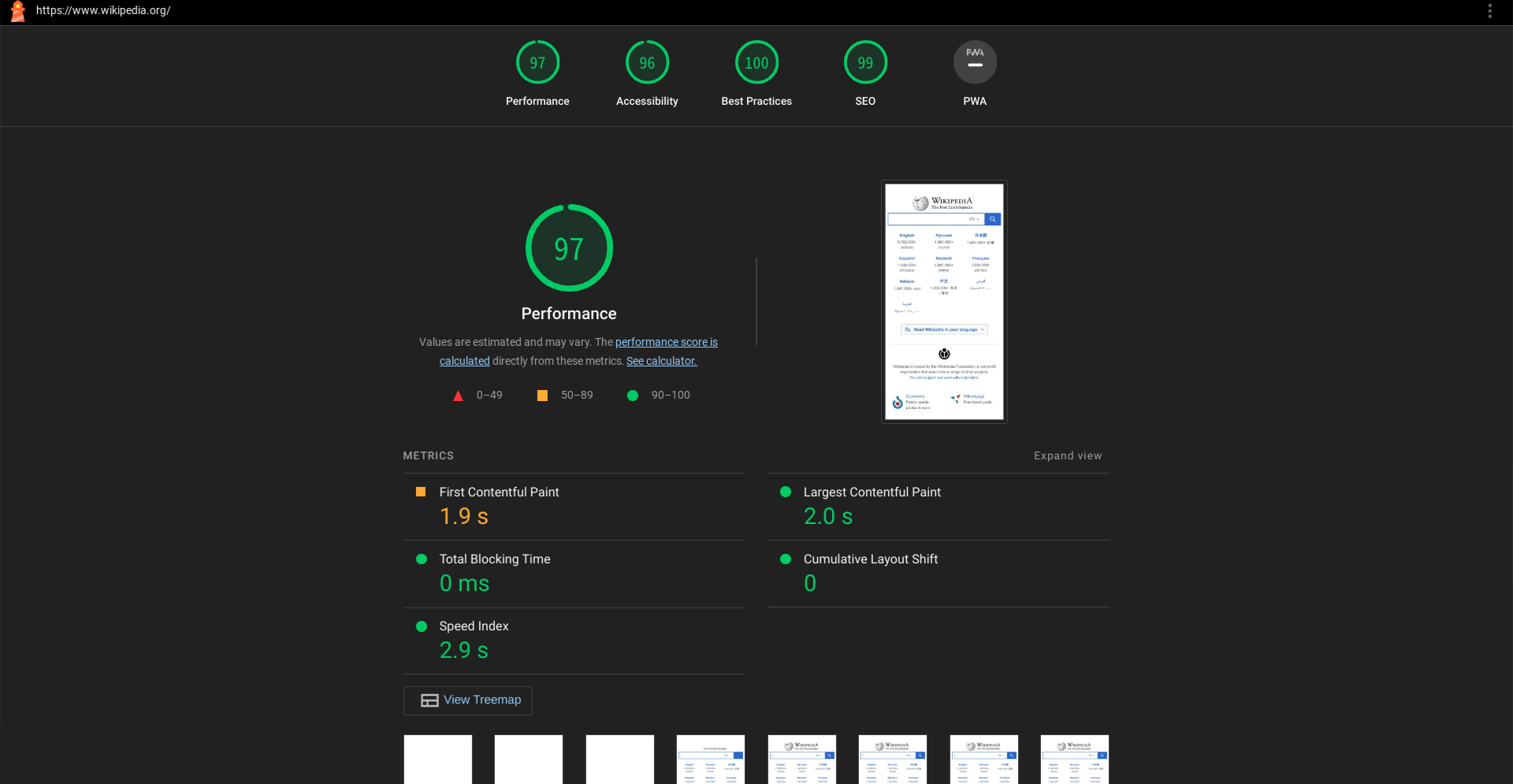
監査の様子

### Core Web Vitals
Google Lighthouseの最新バージョンでは、Googleのエンジニアであるアッディ・オスマニが2021年に発表した、Core Web Vitalsメトリクス (Googleのアルゴリズムがページをランク付けするために使用する基準の一つ) を最適化する方法についての提案を提供する。現在、GoogleはCore Web Vitalsにどれだけ準拠しているかを測定するために以下の3つのパラメータを使用している。
- Largest Contentful Paint (LCP)
- Cumulative Layout Shift (CLS)
- First Input Delay (FID) の代用であるTotal Blocking Time (TBT)

### FIDからINPへ
2023年5月10日,、Googleはページのレスポンシブ性を測定する指標としてInteraction to Next Paint (INP)がFIDを置き換えることを発表した。これは、最初のインタラクションだけでなく、ユーザーインタラクションにかかる合計時間をよりよく把握することを目的としている。これらの変更は、2024年3月から結果に影響を与え始めるとされている。